# سقيفة الرصاص
سقيفة الرصاص هي عبارة عن بناء أوله سقيفة تقع غرب المسجد النبوي الشريف بمسافة (50م) جهة باب السلام من ناحية سويقة ، جنوب شارع البلاط ، وهي عبارة عن بناء أوله سقيفة ثم يعقبه برحة لا يزيد عرضها على (4م) على مفترق طرق ، سميت بهذا الاسم ولأن الرصاص المستعمل في صب المنطقة حول قبر رسول الله صلى الله عليه وسلم في سنة 557 هجرية حيث أمر نور الدين زنكي ببناء جدار من رصاص متين حول قبر الرسول صلى الله عليه وسلم (وجدار الرصاص موجود إلى يومنا هذا حول القبر) .. وذلك بعد محاولة اثنين من النصارى المغاربة جاوا إلى المدينة المنورة مدعين الإسلام واستطاعا ان يحفروا خندق من مكان سكنهم باتجاه قبر الرسول صلى الله عليه وسلم بغرض نبش القبر الشريف وسرقته وتم القبض عليهم ، والسقيفة هي التي كان يذاب الرصاص فيها.
ويوجد في امتداد السقيفة عدد من الدكاكين والمحلات التجارية تبيع الفضيات والخردوات والأقمشة وغيرها. ومن نهايتها باتجاه الغرب يبدأ سوق القمّاشة (وفيه زقاق الزرندي)، وهو موازٍ ل شارع العينية من جهة الجنوب، ولا يزيد عرضه عن مترين. وبقيت السقيفة إلى أن تهدمت أثناء حريق سوق القماشة في يوم الاثنين الموافق 18 / 7 / 1397 هجرية..
و قد ازيلت في أعمال التوسعات الأخيرة في المسجد النبوي .